# Vera Szemere
Vera Szemere (n. 6 august 1923, Budapesta, Regatul Ungariei – d. 3 aprilie 1995, Budapesta, Ungaria) a fost o actriță maghiară, distinsă cu titlul de artist emerit.

## Biografie
A absolvit Academia de Teatru și Film în 1942.
A devenit membru al trupei Teatrului Madách în timpul conducerii instituției de către Andor Pünkösti.
După cel de-al Doilea Război Mondial a jucat la Teatrul Artiștilor.
Începând din 1949 a jucat la Teatrul Petőfi, iar din 1958 până în 1976 a fost din nou membru al trupei Teatrului Madách

## Familia
S-a căsătorit în 1946 cu actorul și regizorul Zoltán Várkonyi. În anul următor, pe 20 iulie 1947, s-a născut fiul lor, Gábor Várkonyi.
După moartea soțului a fondat un premiu în memoria lui, pe care-l decernează în prezent văduva fiului ei, Éva Várkonyi (născută Farkas), împreună cu nepotul ei, Gáspár Várkonyi.

## Roluri în teatru
Numărul rolurilor interpretate potrivit evidențelor teatrale este de 38. Printre acestea se numără următoarele:
- Gábor Vaszary: A meztelen lány....Éva
- Szilágyi-Kellér: Szabotál a gólya....Yvonne
- Halász: Házasság hármasban....Dolly
- Christie: Tíz kicsi néger....Vera Claythorne
- Frank: Kezdhetjük elölről....Anna
- Ibsen: Hedda Gabler....Elvstedné
- Gow-D'Usseau: Mélyek a gyökerek....Genevra
- Priestley: Ádám és Éva....Rosemary
- Galsworthy: Úriemberek....Mabel
- Szurov: Vadnyugat....Mrs. Buster
- Gorbatov: Az apák ifjúsága....Natasa-Jelena
- Szurov: Sérelem....Marfusa
- Koralov: Sorsdöntő napok....Sztavrev Velka
- Makarenko: Az új ember kovácsa....Jekaterina Grigorjevna
- Géza Gárdonyi: Egri csillagok....Cecey Éva
- Zsigmond Móricz: Fii bun până la moarte....Viola
- Ljubimova: Hólabda....Miss Feller
- Ivanov: Páncélvonat....Mása
- Frigyes Karinthy: 'Tanár úr kérem' Jelenetek és egyfelvonásosok....
- Afinogenov: Kisunokám....Vjera Mihajlovna
- Slotwinski-Skowronski: Az igazgató úr nevenapja....Zuzia
- Pirandello: Hat szerep keres egy szerzőt....Első színésznő
- Rostand: A sasfiók....A főhercegnő
- Sardou-Najac: Váljunk el....Clavignacné
- Aymé: Nem az én fejem....Juliette Maillard
- László Tabi: Különleges világnap....Elli
- Musset: Lorenzaccio....Cibo marchesa
- Imre Sarkadi: Elveszett paradicsom....Éva
- Miklós Gyárfás: Változnak az idők....Paula
- Sándor Bródy: A szerető....Az anyja
- William Shakespeare: Poveste de iarnă....Emilia
- Scarnicci-Tarabusi: Kaviár és lencse....Helena Vietoris
- Gyula Illyés: Kegyenc....Eudoxia
- Wilder: Hosszú karácsonyi ebéd....Bayard mama
- Stoppard: Nagy szimat avagy az igazi mesterdetektív....Mrs. Drudge
- Williams: Az iguana éjszakája....Judith Fellowes
- Ferenc Molnár: A hattyú....Symphorosa
- Endre Illés: Névtelen levelek....Noémi

### Alte roluri în teatru
- Ferenc Herczeg: Ocskay brigadéros....Tisza Ilona
- Sofocle: Elektra....Krüszotémisz
- Ferenc Felkai: Potemkin....Fanariota
- Molière: A képzelt beteg....Angélika
- Steinbeck: Lement a hold....Molly Moran
- Cronin: A nagy út....Mary Murray

## Filmografie
- Őrségváltás (1942)
- Keresztúton (1942)
- Férfihűség (1942)
- Alkalom (1942)
- Gyávaság (1942)
- Külvárosi őrszoba (1943)
- Futótűz (1944)
- Sárga kaszinó (1944)
- Fiú vagy lány? (1944)
- Magyar sasok (1944)
- Forró mezők (1949)
- A képzett beteg (1952)
- A város alatt (1953)
- Különös ismertetőjel (1955)
- A 9-es kórterem (1955)
- Liliomfi (1956)
- Keserű igazság (1956)
- Sóbálvány (1958)
- Az utolsó vacsora (1962)

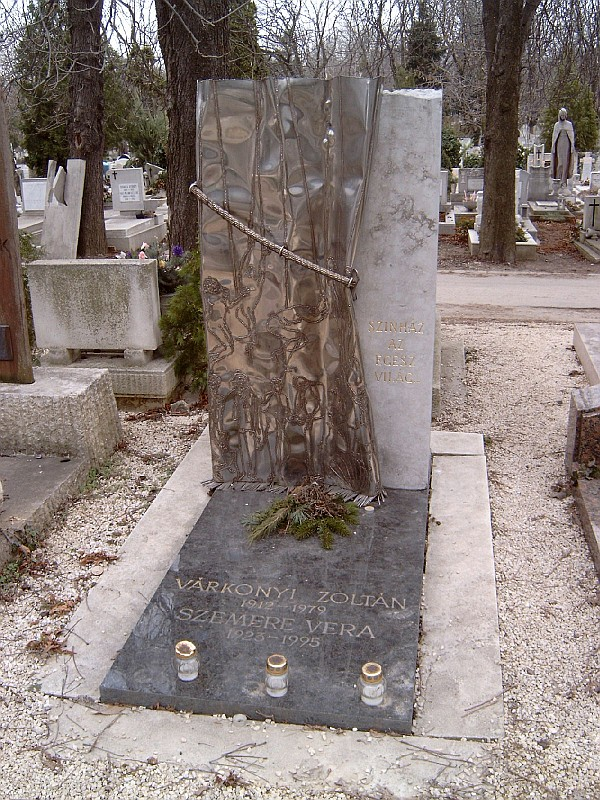
Mormântul lui Zoltán Várkonyi și Vera Szemere în Cimitirul Farkasréti

- 1964 Logodnicele văduve (Özvegy menyasszonyok)
- 1965 Fiii omului cu inima de piatră
- Az asszony beleszól (1965)
- Honfoglalás I.-II. (1965)
- Kárpáthy Zoltán (1966)
- Aranysárkány (1966)
- 1965 Povestea prostiei mele (Butaságom története)
- 1966 Înnorare trecătoare (Változó felhőzet), regia Márton Keleti
- 1968 Halász doktor
- 1968 Egri csillagok
- 1969 Kegyenc
- 1969 Alfa Romeo și Julieta (Alfa Romeó és Júlia), regia Frigyes Mamcserov
- 1970 Vis de dragoste (Szerelmi álmok – Liszt), regia Márton Keleti
- 1973 Hatholdas rózsakert
- Vivát, Benyovszky! (1975)
- Széchenyi napjai (1985)
- Nyolc évszak (1987)
- Égető Eszter (1989)

## Dublaje de voce
- My fair lady: Doamna Higgins Gladys Cooper
- Pirogov: Bakulina - Olga Lebzak

## Distincții
- Artist emerit (1976)